# Provincie Sacuma

Mapa japonských provincií se zvýrazněnou provincií Sacuma

Provincie Sacuma (japonsky: 薩摩国; Sacuma no kuni) také známá jako Saššú (薩州) byla stará japonská provincie na ostrově Kjúšú. Její území dnes tvoří západní část prefektury Kagošima.
Během období Sengoku byla Sacuma ovládána daimjói z klanu Šimazu, kteří vládli většině jižního Kjúšú z jejich hradu v Kagošimě.
Když byl po reformách Meidži v roce 1871 zrušen systém provincií a nahrazen prefekturami, vznikla spojením provincií Sacuma a Ósumi prefektura Kagošima.
V polovině 19. století byla Sacuma jednou z hlavních provincií, které stály v čele odporu k šógunátu Tokugawa. Díky tomu měla Sacuma silné zastoupení mezi oligarchy, kteří ovládali Japonsko po reformách Meidži v roce 1868. K nejmocnějším postavám té doby původem ze Sacumi patřili Ókubo Tošimiči a Saigó Takamori, již působili na různých vládních pozicích.
Sacuma je pověstná produkcí sladkých brambor, známých v Japonsku jako sacumaimo (薩摩芋) („Sacumské brambory“).